# グランプリ・ドライバーズ・アソシエーション
グランプリ・ドライバーズ・アソシエーション（英語: Grand Prix Drivers' Association 略称はGPDA）は、自動車レースのフォーミュラ1（F1）に参戦するレーシングドライバー達によって組織されている団体。事実上のF1における選手会組織といえる。
2021年現在の体制は、会長にアレクサンダー・ヴルツ、理事にジョージ・ラッセル、セバスチャン・ベッテル、アナスタシア・ファウル（ドライバーではないが、弁護士としてビジネス関連の活動をしている）。その他にもアドバイザーとしてロマン・グロージャンがいる。

## 概要

### 第1期
1961年設立。当時まだ安全対策などないに等しかった（シートベルト着用義務すらなかった）F1においてドライバーの安全を確保することを主眼に結成され、初代会長にはスターリング・モスが就任した。1960年代から70年代にかけては、F1を開催するサーキットの安全設備が不十分であるとしてレースのボイコットを呼びかけることも多く、1969年のベルギーグランプリ（スパ・フランコルシャン）や1970年のドイツグランプリ（ニュルブルクリンク）など、ドライバーがレースを実際にボイコットした例もある。
1982年の開幕戦南アフリカグランプリでは、F1参戦に必要なスーパーライセンスの発効に関してドライバー側に不利な条項を撤回するよう要求し、GPDA会長ディディエ・ピローニやニキ・ラウダを中心としてストライキを実行した。
しかし、コンコルド協定が発効するとGPDAは事実上の解体に追い込まれ、一時その活動を停止した。

### 第2期
GPDAが活動を再開したのは1994年。同年のサンマリノグランプリにおいてローランド・ラッツェンバーガーとアイルトン・セナがレース中の事故により相次いで亡くなったことを受け、次戦となったモナコグランプリにおいてゲルハルト・ベルガーらが中心となってGPDAを再興。再びF1におけるドライバーの安全確保のために活動を開始した。
1996年にはイギリスの法人として「Grand Prix Drivers' Association Ltd.」が設立され、正式に法人化。現在モナコに常設オフィスを構えている。
最近では2008年に国際自動車連盟（FIA）がスーパーライセンス発給のために必要な年会費を大幅に値上げしたことに反発し、FIAとの交渉の結果2010年からの年会費値下げを引き出すなど、安全確保以外にもドライバーの待遇改善を求める動きを活発に行っている。
| 会長                     | 在職期間        |
| ------------------------ | --------------- |
| スターリング・モス       | 1961年 - 1963年 |
| ヨアキム・ボニエ         | 1963年 - 1971年 |
| ジャッキー・スチュワート | 1972年 - 1978年 |
| ジョディー・シェクター   | 1979年 – 1980年 |
| ディディエ・ピローニ     | 1980年 – 1982年 |
| アイルトン・セナ         | 1994年          |
| ミハエル・シューマッハ   | 1994年 - 2005年 |
| デビッド・クルサード     | 2005年 – 2006年 |
| ラルフ・シューマッハ     | 2006年 – 2008年 |
| ペドロ・デ・ラ・ロサ     | 2008年 – 2010年 |
| ニック・ハイドフェルド   | 2010年          |
| ルーベンス・バリチェロ   | 2010年 - 2011年 |
| ペドロ・デ・ラ・ロサ     | 2012年 – 2014年 |
| アレクサンダー・ヴルツ   | 2014年 – 現職   |

## 論点
GPDAにはF1ドライバーの多くが加入しているが、特にGPDAに加入しなくてもF1への参戦は可能であるため、F1のレギュラードライバー・テストドライバーの全員が加入しているわけではない。過去にはジャッキー・イクスやジャック・ヴィルヌーヴがF1参戦中にGPDAを脱退したほか、キミ・ライコネンはF1デビューから2017年まで一貫して未加入の状態であった。ちなみに未加入の理由はドライバーによって様々で、例えば2008年まで未加入だったルイス・ハミルトンは「忙しすぎるため」として金銭でのかたちでGPDAに寄与していた。なお、2017年末にライコネンがGPDAに加入したことにより、設立以来初めて現役F1ドライバーの全員が加入することになった。
このようにGPDA未加入のF1ドライバーが存在することに対して、ジャッキー・スチュワート、ヤルノ・トゥルーリ、ニコ・ロズベルグなど、一部のドライバーは苦言を呈している。ただフェルナンド・アロンソのように「加わらないのはそれぞれのドライバーの勝手」とするドライバーもおり、未加入者の扱いについてはGPDAメンバーの中でも意見は統一されていない。